# Flinke Schmalbeutelratte
Die Flinke Schmalbeutelratte (Gracilinanus agilis) kommt im mittleren Südamerika vom Nordosten Brasilien bis in den Osten von Bolivien und Peru vor.

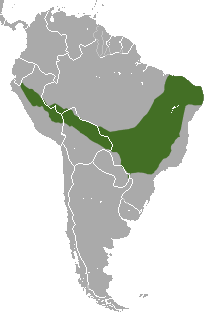
Das Verbreitungsgebiet der Flinken Schmalbeutelratte

## Beschreibung
Die Tiere erreichen eine Kopfrumpflänge von 8,1 bis 11,5 cm, haben einen 10,9 bis 15,8 cm langen Schwanz und erreichen ein Gewicht von 15 bis 40 g. Der Schwanz hat in der Regel eine Länge von 140 % der Kopfrumpflänge. Männchen werden größer und die Schädel von Männchen und Weibchen unterscheiden sich in Größe und Form. Das Fell ist lang, dicht und wollig. Rücken und Kopf sind mit Haaren bedeckt, die eine graue Basis und orangefarbene Spitzen haben, woraus sich braune bis rötliche Färbung mit einem grauen Einschlag ergibt. Der Übergang zur helleren Färbung der Körperseiten ist fließend. Die Augen sind von dunklen Ringen umgeben, die Wangen sind hell orange. Das Bauchfell ist gelblich bis cremefarben. Die Füße sind weißlich und die Ohren sind hell und groß (mehr als 21 mm lang). Der Schwanz ist braun und auf der Oberseite heller als auf der Unterseite. Die Weibchen haben keinen Beutel. Die Anzahl der Zitzen liegt bei 13, sechs an jeder Seite und eine Mittige. Der Karyotyp der Flinken Schmalbeutelratte besteht aus einem Chromosomensatz von 2n=14 Chromosomen (FN=24).

## Lebensraum und Lebensweise
Die Flinke Schmalbeutelratte kommt in Brasilien im Nordosten in der semiariden Caatinga und in den Savannen der Cerrado vor, außerdem in saisonal trockenen Wäldern im östlichen Paraguay, im östlichen Bolivien und östlichen Peru von Meeresspiegelhöhe bis in Höhen von 1800 Metern. Sie ist baumbewohnend, wahrscheinlich nachtaktiv und ernährt sich von Insekten, darunter vor allem Ameisen, Termiten und Früchten. Neben Ameisen und Termiten fand man in Kotproben die Überreste von Schaben, Käfern, Hautflüglern, Zweiflüglern, Staubläusen, Eintagsfliegen, Heuschrecken, Schnabelkerfen und Schmetterlingen. Außerdem werden hin und wieder Spinnen, Schnecken, kleine Wirbeltiere, vor allem nestjunge Vögel, und Eier verzehrt. Früchte werden von Clidemia, Miconia und Ossaea aus der Familie der Schwarzmundgewächse, von Nachtschattengewächsen, Phoradendron, Brechsträuchern und Passionsblumen gefressen. In mehreren Studien machten Früchte fast 80 % der aufgenommenen Nahrung aus, der größte Anteil der jemals bei Beutelratten festgestellt wurde. Wegen ihres Wassergehaltes werden Früchte vermehrt während der Trockenzeit aufgenommen. Die Flinke Schmalbeutelratte hat eine bedeutende Rolle bei der Verbreitung der Samen. Je nach Gegend vermehren sich die Flinke Schmalbeutelratten zu verschiedenen Jahreszeiten, im Cerrado z. B. in der Regenzeit, im Pantanal dagegen fast das ganze Jahr über. Die mittlere Wurfgröße scheint bei zehn Jungtieren zu liegen, aber nur ein kleiner Teil der Jungtiere wird so alt, dass sie sich fortpflanzen können. Nur ein kleiner Teil der Männchen lebt so lange, dass sie sich ein zweites Mal vermehren können (partielle Semelparität), während ein großer Teil der Weibchen die erste Brutsaison überlebt.

## Systematik
Autor der Erstbeschreibung der Flinken Schmalbeutelratte ist der deutsche Naturwissenschaftler Hermann Burmeister, die sie 1854 unter der Bezeichnung Didelphis agilis beschrieb und den Ort Lagoa Santa im brasilianischen Bundesstaat Minas Gerais als Terra typica angab. Später wurde die Art in die Gattung Marmosa gestellt. Aufgrund von Unterschieden im Bau des Schädels und der Zähne wurde 1989 die Gattung Gracilinanus eingeführt, in die die Mitglieder der Microtarsus-Gruppe der Gattung Marmosa und damit auch die Flinke Schmalbeutelratte gestellt wurden.

## Status
Die IUCN schätzt den Gefährdungsstatus der Flinken Schmalbeutelratte als ungefährdet (Least Concern) ein. Verbreitungsgebiet und Population sind groß, die Tiere kommen in verschiedenen Schutzgebieten vor und sie tolerieren nicht zu weit gehende Beeinträchtigungen ihres Lebensraums durch den Menschen.

## Belege
1. 1 2 3 4 5  Diego Astúa: Family Didelphidae (Opossums). in Don E. Wilson, Russell A. Mittermeier: Handbook of the Mammals of the World – Volume 5. Monotremes and Marsupials. Lynx Editions, 2015, ISBN 978-84-96553-99-6. Seite 171.
2. ↑  Gardner, A.L. & Creighton, G.K. 1989. A new generic name for Tate's (1933) Microtarsus group of South American mouse opossums (Marsupialia: Didelphidae). Proceedings of the Biological Society of Washington 102(1): 3–7.
3. ↑  Gracilinanus agilis in der Roten Liste gefährdeter Arten der IUCN 2015. Eingestellt von: Carmignotto, A.P., Solari, S., de la Sancha, N. & Costa, L., 2015. Abgerufen am 25. Januar 2020.